# Dărmăneşti (Suceava)
Dărmăneşti é uma comuna romena localizada no distrito de Suceava, na região de Bucovina. A comuna possui uma área de 50.51 km² e sua população era de 5947 habitantes segundo o censo de 2007.